# تیم ملی فوتبال زنان جامائیکا
تیم ملی فوتبال زنان جامائیکا با لقب 'دختران رگی' یک از قدرتمندترین تیمهای منطقهٔ کارائیب در کنار تیمهای ترینیداد و توباگو و هائیتی است. در سال ۲۰۰۸ پس از آنکه آنها نتوانستند از مرحله گروهی المپیک صعود کنند این تیم منحل شد.این تیم بار دیگر در سال ۲۰۱۴ پس از شش سال وقفه شکل گرفت. آنها در بازی نهایی جام کارائیب ۲۰۱۴ ۱–۰ نتیجه را به تیم ترینیداد و توباگو واگذار کردند و نایب قهرمان شدند. سدلا مارلی دختر باب مارلی به حمایت مالی و همچنین جذب توجه و تشویق طرفداران به این تیم تلاش کرد.این تیم برای نخستین بار توانست به جام جهانی در سال ۲۰۱۹ صعود کند.